# Chráněná krajinná oblast Gostynin-Włocławek
Chráněná krajinná oblast Gostynin-Włocławek je krajinný park (chráněná krajinná oblast) v Polsku, která se nachází mezí Plockem, Gostyninem, Lackem, Wloclawkem, a Kowalem a chrání rozsáhlé oblasti údolí řeky Visly. Na její oblasti jsou rozsáhlé lesní komplexy a plocha parku se téměř celkově shoduje s lesním propagačním komplexem Státních Lesů “Gostyninsko-Wloclawské Lesy”.
Rozloha Chráněné oblastí Gostynin-Wloclawek je 389,50 km2 zatímco její ochranné pásmo činí 141,95 km2.
Na území oblastí nachází se mnoho přírodních památek, chráněných přírodních útvarů, jako na příklad Dub “Jan” starý podle odhadů kolem 300 let, jehož výška je 20 metrů , a obvod přes 500 cm. Najdeme tam také několik glaciálních jezer (npř. Lucienské, Radyšyn, Lacké). Hlavní vlastnost oblastí je dominance lesní vegetace. Podle povrchu nejvíc je borovic a smíšených lesů. V údolích řek a kolem jezer jsou soustředěné luhy a olšové lesy. V okolí Lacka se nachází komplex dubovo-hrabových a dubových lesů.
V 80. letech 20. století lovci pod vedením  Czesława Sielického a Grzegorze Wiśniewského uvolnili několik dvojic bobrů, které se tady na oblastí dokonalé usadili. Zoologickou zajímavostí jsou rysi, které se sem dostaly až z pralesa Kampinos a zůstaly. Plánuje se také opět zavést několik pár vlků.
Součástí parku bylo až do roku 2008 Centrum rehabilitace a chovu chráněných ptáků, založené Czesławem Sielickim, zabývající se především chovem sokola stěhovavého. Centrum bylo zavřeno ředitelem parku na začátku roku 2009. Aktuálně zavedením sokola stěhovavého na této oblasti se zabývá Asociace divokých zvířat “Sokol”.

## Přírodní rezervace
Přírodní rezervace na území Chráněné krajinné oblastí Gostynin-Wloclawek:
- Na území kujawsko-pomorského kraje:
  - Gościąż
  - Jazy
  - Jezioro Rakutowskie
  - Olszyny Rakutowskie
  - Wójtowski Grąd

- Na území mazowieckého kraje:
  - Jastrząbek
  - Kresy
  - Komory
  - Lucień
  - Lubaty
  - Łąck

- Na území ochranného pásma mazowieckého kraje:
  - Dąbrowa Łącka
  - Jezero Drzezno
  - Korzeń

Plánované přírodní rezervace: „Olszyny Bobrowe”, „Bór Widłakowy” i „Krucze Góry”.